# Scott Davies
Scott Davies é um ciclista profissional britânico, nascido a 5 de agosto de 1995. Actualmente corre para a equipa bareini de categoria UCI World Team, a Bahrain McLaren.

## Palmarés
2012
- Campeonato do Reino Unido Contrarrelógio Júnior

## Resultados nas Grandes Voltas
| Carreira        | 2016 | 2017 | 2018 | 2019 |
| --------------- | ---- | ---- | ---- | ---- |
| Giro d'Italia   | -    | -    | -    | 118º |
| Tour de France  | -    | -    | -    | -    |
| Volta a Espanha | -    | -    | -    | -    |

-: não participa 

Ab.: abandono 

## Equipas
- Madison Genesis (2014)
- Team Wiggins (2016-2017)
- Dimension Data[1] (2018-2019)
- Bahrain McLaren[2] (2020-)